# Eclissi solare del 22 novembre 1984
L'eclissi solare del 22 novembre 1984, di tipo totale, è un evento astronomico che ha avuto luogo il suddetto giorno attorno alle ore 22:54 UTC. La durata della fase massima dell'eclissi è stata di 2 minuti e l'ombra lunare sulla superficie terrestre raggiunse una larghezza di 85 km. Il punto di massima totalità è avvenuto in mare lontano da qualsiasi terra emersa.
L'eclissi del 22 novembre 1984 è diventata la seconda eclissi solare nel 1984 e la 193ª nel XX secolo. La precedente eclissi solare si è verificata in 30 maggio 1984, la seguente il 19 maggio 1985.
La fase di eclissi totale era visibile in Indonesia, Papua Nuova Guinea e nell'Oceano Pacifico meridionale. Ad ovest della Linea internazionale del cambio di data l'eclissi ha avuto luogo il 23 novembre, includendo tutte le terre nel percorso della totalità. Avvenendo solo 2,1 giorni dopo il perigeo (20 novembre 1984), il diametro apparente della Luna era leggermente più grande di quello del sole.

## Percorso e visibilità
L'evento è iniziato all'alba locale del 23 novembre sulla costa del mare di Hamahera, nella parte meridionale dell'isola omonima. Successivamente, l'ombra della luna ha proseguito verso sud est attraverso alcune isole dell'Indonesia orientale, attraverso la Nuova Guinea e il Mar dei Coralli. Da allora, l'ombra non ha mai attraversato alcuna terra emersa. Il momento di massima eclissi è stato raggiunto in Nuova Zelanda presso le isole di East Cape e Isola del Nord. In seguito l'ombra ha proseguito verso est attraversando l'oceano Pacifico e terminando nei territori cileni presso l'isola di Alejandro Selkirk. In questo tratto fu attraversata la Linea internazionale del cambio di data. Per tale motivo in alcune aree prevalentemente oceaniche l'eclissi risulta il 22 novembre mentre sulla terraferma, dove si è avuta anche la fase di totalità, l'eclissi risulta il 23 novembre.

## Osservazioni a fini scientifici

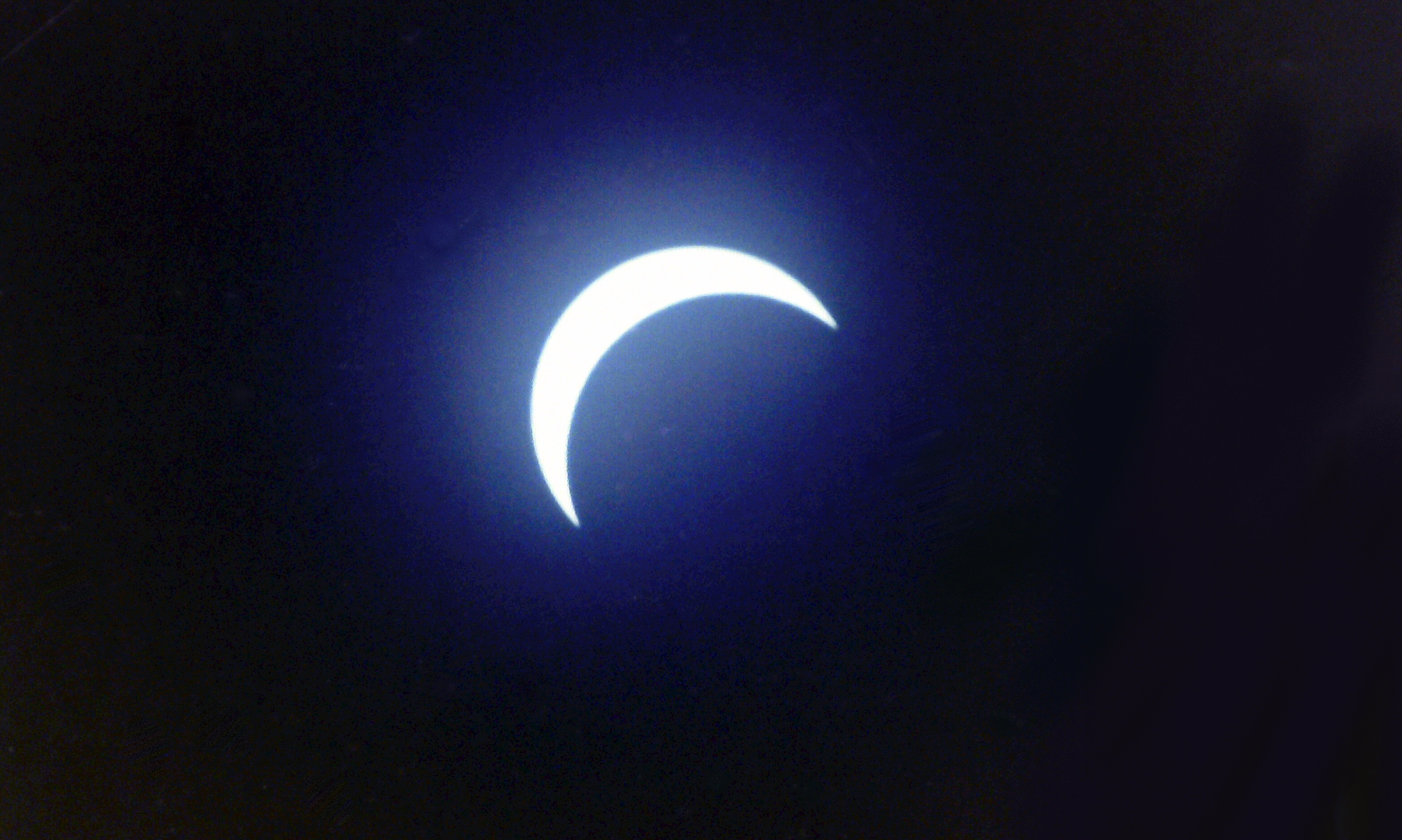
fotografia dell'eclissi solare del 22 novembre 1984 scattata a Gisborne, Nuova Zelanda.

L'astronomo Jay Pasachoff fu inviato come responsabile a capo di una spedizione in Papua Nuova Guinea, organizzata dal prestigioso istituto privato statunitense Williams College. Furono fatte attente osservazioni della corona solare e dei Grani di Baily. In occasione dell'evento è stata fatta anche un'escursione presso il fiume Sepik.

## Eclissi correlate

### Eclissi solari 1982 - 1985
Questa eclissi è un membro di una serie semestrale. Un'eclissi in una serie semestrale di eclissi solari si ripete approssimativamente ogni 177 giorni e 4 ore (un semestre) in nodi alternati dell'orbita della Luna.

### Ciclo di Saros 142
L'evento fa parte del ciclo di Saros 142, che si ripete ogni 18 anni, 11 giorni, contenente 72 eventi. La serie è iniziata con un'eclissi solare parziale il 17 aprile 1624. Contiene un'eclissi ibrida il 14 luglio 1768 ed eclissi totali dal 25 luglio 1786 al 29 ottobre 2543. La serie termina al membro 72 con un'eclissi parziale il 5 giugno 2904. La durata più lunga della totalità sarà di 6 minuti e 34 secondi il 28 maggio 2291. Tutte le eclissi di questa serie si verificano nel nodo discendente della Luna.